# جان توزو ویلسون
جان توزو ویلسون (به انگلیسی: John Tuzo Wilson) (زاده ۲۴ اکتبر ۱۹۰۸ و درگذشته ۱۵ آوریل ۱۹۹۳) زمین‌شناس کانادایی است که در خصوص مطالعه گسل‌های زمین پژوهش داشت. برای نخستین بار او ایده وجود ورقه‌های تشکیل دهنده لیتوسفر زمین و مرز آنها را عنوان کرد.
او دربارهٔ نظریه زمین‌ساخت صفحه‌ای بسیار فعال بود و از دید علمی مورد تحسین جهان قرار گرفت.